# Скок (филм)
Скок (енгл. Bound) је крими-трилер филм из 1996. године са Џином Џершон, Џенифер Тили и Џоом Пантолијаном у главим улогама. Филм су режирала браћа Вачауски.

## Радња
У почетној сцени, главни лик Корки се буди у соби претучена и везана. Она се присећа недавних догађаја. Корки је недавно изашла из затвора након што је провела 5 година. Јака жена Корки преузима обавезу да изврши поправку у стану 1003, поред стана мафијаша Цезара. Она упознаје њега и његову љубавницу Вајолет. Корки и Вајолет се заљубљују једно у друго и почињу тајно да се забављају.
Бизнисмен Шејли дугује мафији 2 милиона долара. Цезар и Џони Марзони муче Шелија у купатилу Цезаровог стана. Шејлија одводе у скровиште. Џони случајно пуца у Шејлија, након чега је пронађени новац умрљан крвљу. Цезар и његова љубавница су приморани да перу и суше новчанице целу ноћ, а затим их пакују у кофер. Вајолет брине и тражи утеху у блискости са Корки. Жене имају план: украсти новац и започети нови живот. Корки, међутим, не пристаје одмах, јер ће морати у потпуности да верује свом саучеснику, на шта она, са својом затворском прошлошћу, није навикла. Корки се слаже, пошто је при смишљању плана узела у обзир да Цезар и Џони не могу да поднесу једно друго. Према плану, Цезар се припрема за долазак Џонија и његовог оца, чикашког мафијашког боса Ђина Марзонија, да пребаце новац. Док се одмара чекајући госте, Вајолет „случајно” разбије једину флашу Ђиновог омиљеног вискија. Она напушта стан да купи пиће, истовремено пуштајући Корки унутра. Као бивши криминалац Корки ће вешто ући у стан и узети садржај кофера, замењујући га новинама. Вајолет се враћа, обезбеђујући себи алиби, рећи ће Цезару да је наводно видела Џонија како напушта предворје доле. Према прорачунима саучесница, Цезар ће пожурити за кофером, открити да је новац нестао и кренуће у бекство.
Управо то се дешава до отварања кофера. Уместо да побегне, Цезар одлучује да се обрачуна са Џонијем, верујући да га је овај преварио. Разговор са гостима завршава тако што Цезар, изгубивши контролу над собом, пуца у Џонија и Ђина. Када је видео Вајолет на телефону са Корки, Цезар осећа да нешто није у реду. Почиње да туче Вајолет и зауставља Корки, која жури у његов стан у покушају да спасе своју вољену. Цезар бије и везује обоје. Он тера Корки да призна где је украден новац сакривен у суседном стану. У међувремену, Ђинов помоћник Мики стиже у стан тражећи несталог мафијашког шефа. Импровизујући у покрету, Вајолет игра сцену пред њим да су мафијаши имали несрећу. Мики одлази. Вајолет бежи, имајући времена да позове Микија и обавести га да је Цезар украо новац и натерао је да одглуми сцену. Након тога се Вајолет, којој је остао Цезаров пиштољ, враћа у стан и пуца у Цезара.
У финалу, Мики, који није био равнодушан према Вајолет, обећава да ће се позабавити свиме без укључивања полиције. Вајолет и Корки седају по плану у кола и беже.

## Улоге
| Глумац                | Улога        |
| --------------------- | ------------ |
| Џенифер Тили          | Вајолет      |
| Џина Гершон           | Корки        |
| Џо Пантолијано        | Сизар        |
| Џон П. Рајан          | Мики Малнато |
| Кристофер Мелони      | Џони Марзоне |
| Ричард Сарафијан      | Џино Марзоне |
| Мери Мара             | Су           |
| Кевин Мајкл Ричардсон | полицајац    |